# Jean-Jacques Pauvert
Jean-Jacques Pauvert (París, 8 de abril de 1926 - Tolón, 27 de septiembre de 2014) fue un editor y escritor francés conocido por sus ediciones y reediciones de textos considerados transgresores y pornográficos, que estaban prohibidos y censurados por la opinión pública, entre los que destacan la obra integra del Marqués de Sade o Historia de O.

## Biografía
Jean Jacques Pauvert nació en París el 8 de abril de 1926, y a muy pronta edad se trasladó junto a su familia a la pequeña localidad cercana de Sceaux. Su padre Marcel Pauvert trabajaba como periodista por lo que inculco el amor a la lectura de Jean Jacques y le permitió una libertad lectora por la que conoció desde una temprana edad obras polémicas como Las Amistades Peligrosas de Choderlos de Lacros o Las novelas sensuales de Colette.  A los quince años decide abandonar la escuela, no era buen estudiante, y su padre le consigue un trabajo como ayudante en una de las librerías del mítico Gaston Gallimard en el bulevar Raspail de la Rive Gauche en París.
Gracias a que su tío materno era el poeta André Salmon empezó a entrar en el círculo de importantes escritores que trabajaban para Gallinard como Jean Paulhan, Marcel Aymé o Albert Camus y pronto se convirtió en amigo de ellos así como de numerosos libreros y editores tanto a nivel nacional como internacional. En este círculo también se movían editores que publicaban obras clandestinas, como el editor judío Simon Kra, y gracias a ellos empezó a introducirse e interesarse especialmente por la literatura erótica. En 1942 llegó a sus manos unas cuantas obras en las que destacaban Los 120 días de Sodoma del Marqués de Sade. La lectura de esta obra del Marqués lo sorprendió tanto que rápidamente se obsesionó con la obra de Sade al que consideraba obsceno y vulgarmente indecente pero a la vez necesario gracias a su calidad extrema a nivel erótico y pornográfico.
En 1945 fundó la revista Palimugre (luego sello editorial)  y así empezó su carrera como editor independiente de Gallimard, publicando en esta revista los ensayos que creía pertinentes. A finales de 1947 decidió embarcarse en la edición integra de la obra Las historias de Juliette  del Marqués de Sade en su propio sello editorial por lo que se puso en el punto de mira de las autoridades censoras en Francia y de la opinión pública empezando un largo litigio judicial en el que se le acusaba de atentar contra la dignidad y moralidad y que acabaría ganando y que  duraría 11 largos años.
En 1954, gracias a Jean Paulhan llega a sus manos el manuscrito La Historia de O de Pauline Reáge, seudónimo de Dominique Aury,  y fascinado decide editarlo al darse cuenta de que va a marcar el éstilo de la literatura erótica del siglo XX. Esta obra es esencial en la literatura al ser la primera que aborda poéticamente el tema del sadomasoquismo y la sumisión sexual. Por supuesto la obra fue denunciada ante la Comisión del Libro por ofensiva y amoral, pero la denuncia nunca fue llevada a juicio.
En la segunda mitad de la década de 1950 Pauvert y André Breton estrecharon su relación entablando una gran amistad y empezó a publicar la obra del escritor francés por lo que mejoró su prestigio en el mundo general de la literatura y amplió su catálogo de escritores a los que editar como  Georges Bataille, Lewis Carroll o Claude Simon. En 1958 consiguió ganar el juicio en el que estaba inmerso por la publicación de las obras de Sade en 1947, convirtiendo su figura en un icono de la defensa y lucha por los derechos sociales y la libertad.
La década de los sesenta marcó el techo del éxito para su editorial, en la que consiguió publicar obras tan destacadas como la obra completa de Raymond Roussel, El mito trágico del Angelus de Millet por Salvador Dalí,  al que admiraba profundamente o La desobediencia civil de Henry David Thoreau.
En los años 70 empieza a escribir Una antología histórica de las lecturas eróticas, una de sus publicaciones y escritos más ambiciosos y que publica en cinco volúmenes en fechas que van desde 1979 al 2001 y en el que incluye su biografía del Marqués de Sade.
El 27 de septiembre de 2014 el editor erótico por excelencia muere en la ciudad de Tolón. Pauvert está considerado uno de los editores más influyentes y polémicos del siglo XX además de un gran defensor de la libertad y los derechos civiles. Entre sus colegas editores siempre fue considerado como transgresor ya que como autodidacta defendía la posición del editor lector más que la posición del editor comercial que acabó imponiéndose en el mundo editorial.